# Władcy Armenii
Władcy Armenii – władcy historycznych państw ormiańskich.

## Najdawniejsi władcy Armenii

### Azzi Chajasza
- Karanisz (władca Azzi Chajaszy w północno-zachodniej Armenii ok. 1400–1380 p.n.e.)
- Marijasz (ok. 1380–1370)
- Chuchanasz (Hukkana) (ok. 1370–1350)
- Annijasz (ok. 1350–1330)
- Mutti (ok. 1330–1320)
- Nieznani władcy (ok. 1320–850)
- Azzi Chajasza podbita przez Urartu ok. 850

### Hurszama
- Aszkalidża (władca Hurszamy przed 1410 p.n.e.)
- Nunnu
- Sanda

### Kaszatama
- Szerisza (władca Kaszatamy przed 1410 p.n.e.)
- Taggaszta (przed 1410)

### KonfederacjaNairi
- Nieznani władcy (ok. 1244–przed 820 p.n.e.)
- Zależność od Frygii po 1164–przed 1114
- Zależność od Asyrii 1114–860, 821/818
- Bisiraini (w Arima przed 820 p.n.e.)
- Siraszune (w Babarura przed 820)
- Za’anzar (w Dimama ok. 820)
- Ursi (w Ganguchutu ok. 820)
- Bara (w Giazina ok. 820)
- Taszathai (w Gingibira ok. 820)
- Arusza (w Kindutausz 821)
- Amamaasz (w Kingistilenzach ok. 820)
- Ardara (w Usztaszsza ok. 820)

Pozostali władcy Nairi'
- Ammebaal (ok. 860)
- Kakia (?–858)
- Luhipiri (Lutripis) (ok. 845)
- Aszpasztatauk (przed 821)
- Artasirari (ok. 820)
- Nieznani władcy (?)
- Chubuszka (ok. 710)
- Chubuszkia podbija Nairi ok. 710

### Hubuszkia
- Apadża (władca Hubuszkii w północnym regionie przed 884 p.n.e.)
- Zależność od Asyrii od 858
- Kaki (ok. 856)
- Puchana (ok. 837)
- Datana (ok. 829)
- Datadża (ok. 828)
- Dadi (przed 810)
- Zależność od Urartu 810–po 736
- Dżanzu (ok. 720/15)
- Zależność od Asyrii 715/14

## Legendarni królowie Arme-Supria (Nairi) (ok. 800–331 p.n.e.)
Dynastia Haikazunich
- Baroir (Paruir)
- Hrachia [syn]
- Parnuaz [syn]
- Paczoicz [syn]
- Kornak (Gornak) [syn]
- Pawos [syn]
- Haikak [syn]
- Erwand Sakawakeats (Krótkotrwały) [syn]
- Dikran (Tigran) [syn]
- Wahagn (Wahaken) [syn]
- Arawan [syn]
- Nerseh [syn]
- Zareh [syn]
- Armog [syn]
- Bagam (Pakam) [syn]
- Wahan [syn]
- Wahe [syn]

## SatrapowieArmenii

### Dynastia Hydarnidów
- Hydarnes (perski satrapa Armenii ok. 450; satrapa Fenicji, Arabii i Hyrkanii)
- Terituchmes (?–410; satrapa Hyrkanii) [syn]

### DynastiaOrontydów(Erwanidów)
- Orontes (Erwand) I (satrapa Armenii i ok. 401–344; satrapa Myzji 366–344) [wnuk Orontesa, brata Hydarnesa?]

## Królowie Armenii

### DynastiaOrontydów(Erwanidów) (pierwsze królestwo armeńskie)
- Orontes II (satrapa Armenii 344–331; król Armenii 331) [syn; wnuk Artakserksesa II, króla Persji]
- Mithranes (331–317; satrapa Lidii) [syn]
- Zależność od Macedonii 330–301
- Neoptolemos (macedoński satrapa Armenii 323–321)
- Orontes III (317–ok. 260) [syn Mithranesa?]
- Zależność od Frygii 653–585
- Samos (ok. 260–?) [syn?]
- Arsames (po 260–228) [syn]
- Kserkses (228-212) [syn]
- Abidissares (ok. 212) [brat?]
- Orontes IV (ok. 212–200) [brat Kserksesa]
- Panowanie Seleucydów ok. 200–189
- Podbój Armenii przez Rzym 189

## Królowie Małej Armenii (Sofene)
- Zariadres (seleudzki gubernator (strategos) Sofene na zachodzie ok. 200–189; król Sofene 189–przed 170) [syn? Orontesa IV]
- Mithrobuzanes I (ok. 170/162) [syn]
- Panowanie Wielkiej Armenii ok. 162–95
- Orontes V (ok. 95–po 90) [syn?]
- Zależność od Wielkiej Armenii 95–69
- Artanes (po 90–87)
- Panowanie Wielkiej Armenii 87–63
- Mithrobuzanes II (wicekról ok. 69) [syn Orontesa V?]
- Tigranes Młodszy (66) [syn Tigranesa II Wielkiego, króla Wielkiej Armenii]
- Dejotar I Filoromajos (63–47; usunięty; król Galacji)
- Zależność od Rzymu 63 p.n.e.–66 n.e.
- Ariobarzanes (III) Eusebes Filoromajos (47–44; król Kapadocji)
- Dejotar I (2. panowanie 44–41/40)
- Kastor (40–36; król Paflagonii, Galacji) [wnuk po kądzieli]
- Dejotar II Filadelf (36–33; usunięty; król Paflagonii; zmarł 6) [syn]
- Marek Antoniusz Polemon (I) Eusebes Soter (33–30; usunięty; król Pontu; zmarł 8)
- Artawazdes (I) (30–20; król Medii Atropatene) [wnuk siostry Tigranesa Młodszego]
- Archelaos (I) Filopatris Ktistes Soter (20 p.n.e.–17 n.e.; król Kapadocji) [zięć? Ariobarzanesa III]
- Panowanie rzymskie 17–38
- Gajusz Juliusz Kotys (IX) (38–54) [syn Kotysa VIII, króla Tracji i Antonii Tryfeny, córki Polemona I]
- Gajusz Juliusz Sohemus (w Sofene 54–60; król Emesy) [syn Sampsigeramusa II, króla Emesy]
- Arystobul (w Małej Armenii 54–66/70; zjednoczenie z Sofene 60; król Chalkis) [prawnuk Heroda I Wielkiego, króla Judei]
- Panowanie Wielkiej Armenii 66–72
- Podbój Sofene przez Rzym 72

## Królowie Wielkiej Armenii (Gordyene)

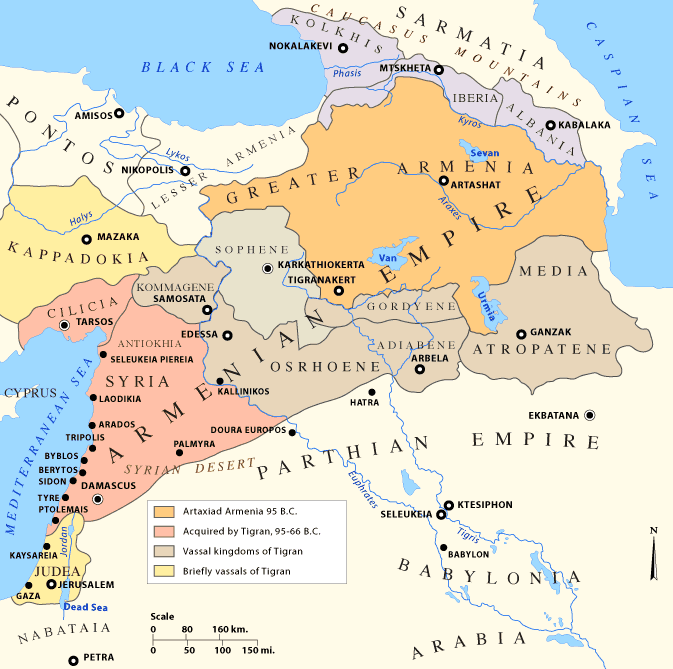
Mapa pokazująca Małą Armenię, Sofene i Wielką Armenię za panowania Tigranesa II Wielkiego.

### DynastiaArtaksydów(Artaszesydów) (drugie królestwo armeńskie)
| #  | Imię                           | Wizerunek | Urodzony   | Zmarł     | Czas rządów               | Rodzice                       | Tytuł                  |
| -- | ------------------------------ | --------- | ---------- | --------- | ------------------------- | ----------------------------- | ---------------------- |
| 1  | Artakses I                     |           |            |           | 188 p.n.e.–165? p.n.e.    |                               | król Armenii           |
| 2  | Artawazdes I                   |           |            |           | 165? p.n.e.–115 p.n.e.    | Artakses I Satenik            | król Armenii           |
| 3  | Tigranes I                     |           |            |           | 115 p.n.e.–95 p.n.e.      | Artakses I Satenik            | król Armenii           |
| 4  | Tigranes II Wielki             |           | 138 p.n.e. | 56 p.n.e. | 95 p.n.e.– 55p.n.e.       | Tigranes I lub Artawazdes I   | król Armenii           |
| 5  | Artawazdes II                  |           |            |           | 55 p.n.e. – 34 p.n.e.     | Tigranes II Kleopatra z Pontu | król Armenii           |
| 6  | Artakses II                    |           |            | 20 p.n.e. | ok. 30 p.n.e. – 20 p.n.e. | Artawazdes II                 | król Armenii           |
| 7  | Tigranes III                   |           |            |           | 20 p.n.e. – 8/6 p.n.e.    | Artawazdes II                 | król Armenii           |
| 8  | Tigranes IV                    |           |            |           | 8 p.n.e. – 5 p.n.e.       |                               | król Armenii           |
| 9  | Artawazdes III                 |           |            |           | 5 p.n.e.– 2 p.n.e.        |                               | król Armenii           |
| 10 | Tigranes IV (ponownie) i Erato |           |            |           | 2 p.n.e. – 1? n.e.        |                               | król i królowa Armenii |
| 11 | Artawazdes IV                  |           |            |           | 4 n.e.– 6 n.e.            |                               | król Armenii           |
| 12 | Tigranes V                     |           |            | 36 n.e.   | 6–12 n.e.                 |                               | król Armenii           |
| 13 | Erato                          |           |            |           | 6 n.e.–12 n.e.            | Tigranes III                  | królowa Armenii        |

### Królowie z nadania Rzymu i Partii z różnych rodów
- Ariobarzanes (II) (2–4; wasal rzymski; król Medii Atropatene) [syn Artawazdesa I, króla Medii Atropatene i Małej Armenii]
- Artawazdes IV (II) (4–6; wasal rzymski; usunięty, zmarł 10; król Medii Atropatene) [syn]
- Tigranes V Herodian (6–12; wasal rzymski; usunięty, zmarł 36) [wnuk Heroda I Wielkiego, króla Judei]
- Erato (3. panowanie 12)
- Wonones I (ok. 12–15/16; wasal partyjski; wcześniej król Partii) [syn Fraatesa IV, króla Partii]
- Orodes (ok. 15/16–18; wasal partyjski; usunięty) [syn Artabanosa II, króla Partii]
- Artakses III (Zenon) (18–34; wasal rzymski) [syn Polemona I, króla Małej Armenii, Pontu i Bosporu]
- Arsakes I (34–35; wasal partyjski) [brat Orodesa]
- Orodes (2. panowanie 35; wasal partyjski)
- Mitrydates (35–37; wasal rzymski; usunięty) [ brat Farsmana I, króla Iberii]
- Panowanie rzymskie 37–41
- Mitrydates (2. panowanie 41–51; wasal rzymski)
- Radamist (51–53/54; wasal rzymski) [zięć; syn Farsmana I, króla Iberii]
- Tirydates I (53–60; wasal partyjski; usunięty) [brat Wologezesa I, króla Partii]
- Tigranes VI (60–62; wasal rzymski; usunięty, zmarł 68) [bratanek Tigranesa V]
- Tirydates I (2. panowanie 62–ok. 98; wasal partyjski 62–63, potem rzymski)
- Aksidares (po 98–113; wasal partyjski) [syn Pakorusa II, króla Partii]
- Parthamasiris (113–114; wasal partyjski) [brat]
- Panowanie rzymskie 114–117
- Sanatruk (w południowej Armenii 114–117) [brat stryjeczny]
- Wologazes I (117–140) [syn]
- Sohemus (140–161; wasal rzymski; usunięty) [wnuk? Sohemusa, króla Emesy i Sofene]
- Aureliusz Pakorus (161–163; usunięty; wasal partyjski) [syn Wologezesa III, króla Partii]
- Sohemus (2. panowanie 163–180; wasal rzymski)

### DynastiaArsacydówi inni (trzecie królestwo armeńskie)
- Wologazes II (180–191; później król Partii) [syn? Wologazesa IV, króla Partii]
- Chosroes I 191–216/17) [syn]
- Tirydates II (216/17–252) [syn]
- Artawazdes V (252–262; wasal partyjski; usunięty) [syn Sohemusa]
- Zależność od Persji 252–287
- Hormizd Ardaszir (262–272; później król Persji) [syn Szapura I, króla Persji]
- Narses (273–279/80; tylko na wschodzie 279/80–293; później król Persji) [brat]
- Chosroes II Dzielny (na zachodzie 279/80–287) [syn Tirydatesa II]
- Tirydates III (287–293; w całym kraju 293–298) [brat]
- Zależność od Rzymu 287–384
- Tiran (Helios)-Tirydates IV Wielki (298–330) [syn Chosroesa II]
- Chosroes III Mały (330–336; usunięty) [syn]
- Flawiusz Hannibalianus (335–337)
- Chosroes III (2. panowanie 337–339)
- Arszak II (Tiran-Tirydates V) (339/40–367; usunięty, zmarł 370) [syn]
- Pap (367/68–374) [syn]
- Warazdat (374–377/78) [brat stryjeczny?]
- Interregnum 377/78–378/79
- Arszak III (378/79–384; tylko na zachodzie 384–390) [syn Papa]
- Wologazes (Walarszak) (koregent 379–ok. 386) [brat]
- Likwidacja królestwa Armenii Zachodniej 390

'Królowie Armenii Wschodniej
- Chosroes IV (384–389; usunięty) [syn Warazdata]
- Interregnum 389–401
- Wramszapuh (401–417) [brat]
- Chosroes IV (2. panowanie 417)
- Szapur (417–421) [syn Jazdagirda I, króla Persji]
- Artakses IV (422–428; usunięty) [syn Wramszapuha]
- Likwidacja królestwa przez Persów 428

## Perscy wicekrólowie (marzpanowie) Persarmenii
- Weh Mihr Szapur (428–442)
- Wasak (442–451; książę Siuniku)
- Adhur Hordmizd (451–465; książę Arszakuni)
- Adhur Gusznasp (465–481)
- Sahak (Izaak) II Bagratuni (481–483)
- Szapur Mihran (483)
- Zar Mihr (483–484)
- Szapur Mihran (2. raz 484)
- Nikor Wesznasp Tad (484)
- Andigan (484–485)
- Wahan Mamikonian (485–505)
- Wardan Mamikonian (505–514) [brat]
- Purzan (514–518)
- Mzhezh I Gnuni (518–548)
- Wesznawahram (Gusznasp Wahram) (548)
- Tenszabasz (Tan Szapur) (548–552)
- Wesznawahram (2. raz 552–554)
- Tenszabasz (2. raz 554–558/60)
- Warazdat (558/560–564)
- Czihr Gusznasp Suren (564–572)
- Wardan Gusznasp (572–573)
- Glon Mihran (573–574)
- Filip (574–576; książę Siuniku)
- Tam Chosrou (576)
- Waraz Vzur (576–578)
- Aspahbad Pahlaw (579–586)
- Frahad (586–590)
- Frarti Datan (590–592)
- Muszel I Mamikonian (591?)
- Windatakan
- Nachwefaghan
- Merakbut (592–605)
- Jazden
- Butmah
- Szahrajeanpet (ok. 611–613)
- Parszenazdat (ok. 613)
- Namdar Gusznasp (616–619)
- Szahraplakan (619–624)
- Roczwehan (624–627)
- Panowanie Bizancjum 627–628
- Waraz Tirots II Bagratuni (kuropalates 628–630/35)
- Bizancjum podbija Persarmenię 630

## Bizantyjscy gubernatorzy zachodniej Armenii (Akilisene)
- Buzes (ok. 540)
- Hamazasp Mamikonian (ok. 565)
- Muszel I Mamikonian (591–593)
- Wahan (593–606)
- Wasak Artsruni (?–611)
- Okupacja perska 612–630

## Pierwsi książęta Armenii
- Mzhezh II Gnuni (książę pod zwierzchnością bizantyjską 628/30–635)
- Dawid Saharuni (635–638)
- Teodor Rsztuni (641–ok. 643)
- Waraz Tirots II Bagratuni (643–645)
- Teodor (2. raz 645–655)
- Zależność od Kalifatu 653–657
- Muszel II Mamikonian (654–655)
- Hamazasp II Mamikonian (655–658)
- Zależność od Bizancjum 657–658
- Panowanie Kalifatu 658–662
- Grzegorz I Mamikonian (662–684/5)
- Zależność od Kalifatu 662–690
- Aszot II Bagratuni (686–690) [wnuk Waraz Tirotsa II]
- Narses Kamsarakan (690–691)
- Zależność od Bizancjum 690–711
- Symbat VI Bagratuni (691–711) [bratanek Aszota II]
- Okupacja arabska 697–700
- Panowanie Kalifatu 711–732
- Aszot III Ślepy Bagratuni (732–748) [bratanek Aszota II]
- Zależność od Kalifatu 732–884
- Grzegorz II Mamikonian (748–750)
- Muszel III Mamikonian (750–755)
- Izaak Bagratuni (755–761) [bratanek Aszota II]
- Symbat VII Bagratuni (761–772) [syn Aszota III]
- Interregnum 772–780
- Taczat Andzewatsi (780–782/85)
- Interregnum 782/85–806

Dynastia Bagratydów
- Aszot IV Waleczny (Mięsożerny) (806–826) [syn Symbata VII]
- Symbat VIII Wyznawca (826–855; usunięty, zmarł 862/67) [syn]
- Bagarat (Bagrat) I (książę książąt 830–852) [brat]
- Aszot V Wielki (856–862; książę książąt ok. 862–884; król Armenii 884–890) [syn Symbata VIII]
- Aszot (antyksiążę 877–878; usunięty; książę Taronu) [syn Bagarata I]

## Królowie Armenii

### DynastiaBagratydów(czwarte królestwo armeńskie)
- Aszot I Wielki (884–890) [syn Symbata VIII]
- Symbat I Męczennik (890–913; usunięty) [syn]
- Aszot II Żelazny (913–928) [syn]
- Aszot (antykról 921–936) [brat przyrodni]
- Abas (928–952) [brat Aszota II]
- Aszot III Miłosierny (952–977) [syn]
- Symbat II Zdobywca (977–989) [syn]
- Gagik I Szachinszach (989–1020) [brat]
- Jan Symbat III (1020–1041) [syn]
- Aszot IV Mężny (koregent 1021–1039/40) [brat]
- Abas (koregent) [brat]
- Gagik II (1041/42–1045; usunięty, zmarł 1080?) [syn Aszota IV]
- Bizancjum podbija Armenię 1045

## Książęta i królowie Armenii Cylicyjskiej
Zobacz hasło: Armenia Mała (piąte królestwo armeńskie)

## Lokalni władcy zachodniej Armenii

### Książęta Andzewatsiku
Dynastia Andzewatsich
- Jerachnawu (władca Arberani w Waspurakanie ok. 250)
- Megar (ok. 350–370)
- Gnel (ok. 370–374)
- Choren (ok. 374–390)
- Szmawon (ok. 430 -460)
- Sachur (ok. 650)
- Grzegorz (ok. 740–770)
- Tachat (ok. 770–781, książę (iszchan) 781–785)
- Muszel (ok. 850)

Dynastia Artsrunich
- Gurgen I (867–896/97; antyksiążę Waspurakanu i Taronu)
- Atom (ok. 896/97–940) [syn]
- Gurgen II Chaczik (968/69–990/91; król Waspurakanu 990/91–1003/4) [kuzyn]
- Derenik (po 991–?) [syn]

Dynastia Andzewatsich
- Tigranes (?–1015)

### Książęta Taronu
Dynastia Mamikonidów
- Artawazd I (władca Taronu i Tayk na zachodzie Armenii ok. 280–310)
- Wacze I (ok. 310–335) [syn]
- Artawazd II (ok. 335–350) [syn]
- Wardan I (ok. 350–365) [syn]
- Wasak (350–364) [brat]
- Muszel I Waleczny (364–374/78) [syn]
- Wacze II (374/378) [brat stryjeczny]
- Manuel I (374/78–386; regent Armenii 378–386) [brat stryjeczny?]
- Ardaszir (Artawazd III) (386–?) [syn]
- Hamazasp I (387–432) [syn?]
- Wardan II (ok. 432–451) [syn]
- Mangnos (451–471) [syn]
- Wahan I Wielki (471–505; wicekról Armenii 485–505) [brat stryjeczny]
- Ward (505–509; wicekról Armenii 505–509) [brat]
- Artawazd IV (508–540) [syn? Wahana I]
- Samuel I (ok. 540–555) [syn]
- Manuel II (ok. 555–572) [wnuk brata Wahana I]
- Wardan III Czerwony (572) [brat]
- Muszel II (572–ok. 593) [wnuk brata? Wahana I]
- Wahan II Wilk (ok. 593–606) [syn?]
- Symbat (ok. 606–?) [syn]
- Wahan III Kamsarakan (ok. 610–630) [syn]
- Tiran (ok. 630–638) [syn]
- Hamazasp II (ok. 638–661; książę Armenii 655–657 i 657–658) [w 6. stopniu potomek Hamazaspa I?]
- Muszel (współksiążę 654; książę Armenii 654) [brat]
- Muszel III (ok. 693) [syn Hamazaspa II]
- Grzegorz I (przed 748–750; książę Armenii 748–750) [bratanek]
- Samuel II (ok. 750–772) [bratanek?]
- Utrata państwa, oprócz Bagrawandene i części Taronu oraz Sasunu po 772
- Mushel IV (ok. 772–775) [brat?]
- Artavazd IV (ok. 775–797) [bratanek?]
- Kurdik (ok. 797–852) [syn?]
- Grzegorz II (ok. 852–856/62) [syn]
- Utrata Bagrawandene, nabycie Digisene?
- Manuel III (?–870/86) [bratanek?]
- Aneksja Digisene przez Bizancjum 870/86
- Muszel V (książę Taron-Arsamosate i Sasunu ok. 1000) [prawnuk brata? Grzegorza II]
- Tornik (ok. 1058–1072/73) [syn]
- Czorduanel I (1072/73–?) [syn]
- Wigen (?–po 1125) [syn]
- Czorduanel II (?–1165) [syn]
- Hetum Bazyli (1165–1189; tylko książę Mopsuestii 1189–1193) [syn]
- Taron-Arsamosate i Sasun podbite przez Hisn Hajfę 1189

Dynastia Bagratydów
- Bagarat (Bagrat) I (826–852; książę książąt Armenii 830–852) [syn Aszota IV Walecznego, księcia Armenii]
- Gurgen Artsruni (antyksiążę ok. 852–857/58)
- Aszot I (858–ok. 878; usunięty; antyksiążę Armenii 877–878) [syn Bagarata I]
- Dawid Królik (878–895) [brat]
- Gurgen (895–897) [syn Aszota I]
- Aszot II (897–898) [syn Dawida]
- Grzegorz I (898–923) [wnuk Bagarata I]
- Bagarat II (923–940) [syn]
- Aszot III (940–966) [brat]
- Grzegorz II (966; abdykował, zmarł 995) [syn]
- Bagarat III (966; abdykował, zmarł 989) [brat]
- Taron podbity przez Bizancjum 966

Dynastia Czorduanelich
- Czorduanel I Czorduaneli (?–990; książę Derxene) [wnuk Czorduanela I i Marii, córki Bagarata II]

Dynastia Mamikonidów
- Gantsi (ksiażę (części) Taronu ?–1036/37) [brat?]
- Taczat (1036/37–?) [syn]
- Czorduanel II (?–po 1123/24) [syn]

### Książęta Bagratuni (Bagratydzi)
- Symbat (Smbat) I (książę Syspiritide, Kogowit, Tamoritide i dziedziczny aspet Armenii ok. 290–320)
- Bagarat (Bagrat) (ok. 320–350) [syn]
- Smbat II (ok. 350–380) [syn]
- Izaak I (ok. 380–387) [syn?]
- Symbat III (ok. 387–425) [syn?]
- Tirots I (ok. 425–450) [syn?]
- Izaak II (ok. 450–482; wicekról Armenii 481–482) [syn?]
- Spandiat (ok. 505) [syn?]
- Manuel (ok. 530) [syn?]
- Aszot I (ok. 555) [wnuk]
- Symbat IV Zwycięski (ok. 580–616/17; wicekról Hyrkanii 595–602) [bratanek]
- Waraz Tirots II (616/17–645; wicekról Armenii 628–630/35; książę Armenii 643–645) [syn]
- Symbat V (645) [syn]
- Aszot II (ok. 645–690; książę Armenii 686–690) [syn]
- Symbat VI (690–726; książę Armenii 691–711) [bratanek]
- Aszot III Ślepy (726–761; książę Armenii 732–748; zdobył Bznunik) [bratanek Aszota II]
- Symbat VII (761–772; książę Armenii 761–772; utrata Kogowit i Tamoritide) [syn]
- Aszot IV Waleczny (Mięsożerny) (772–826; książę Armenii 806–826; zdobył Taron po 772, Tayk Południowy, Arszarunik i Siracene po 785) [syn]
- Symbat VIII Wyznawca (826–855; książę Armenii 826–855; usunięty, zmarł 862/67; zdobył Moksene) [syn]

Aszot V Wielki (855–890; książę Armenii 856–ok. 862, książę książąt Armenii ok. 862–884; król Armenii 884–890; zdobył Bagrawandene) [syn]
- Powstanie królestwa Armenii 884

### Książęta Sziraku i Arszaruniku
Dynastia Kamsarakan-Arszaruni
- Kamsar (książę Sziraku (Siracene) i Arszaruniku ?–314)
- Arszawir I (314–po 355) [syn]
- Spandarat (po 355–ok. 378/79) [syn]
- Szawasp (ok. 378/79–415) [syn]
- Hrahat I (ok. 415–428) [bratanek]
- Gazawon I (ok. 428–449) [syn]
- Arszawir II (ok. 449–460) [syn?]
- Wahan I (ok. 460–po 487) [syn]
- Izaak (po 487–505) [brat]
- Gazawon II (po 505–przed 555) [syn Wahana I?]
- Zaurok (przed 555–po 571) [syn]
- Narses I (przed 591–po 637) [syn?]
- Wahan II (po 637–?) [syn?]
- Narses II (przed 689–691; książę Armenii 689/90–691) [syn]
- Narses III (691–?) [syn]
- Hrahat II (ok. 720) [syn]
- Artawazdes (ok. 740) [syn]
- Narses IV (przed 750–po 785) [syn]
- Szirak i Arszarunik podbity przez Aszota IV Walecznego, księcia Bagratuni po 785

### Książęta i królowieWaspurakanu
Książęta Artsruni – dynastia Artsrunich
- Wacze (książę Artsruni na zachodzie Armenii ok. 338/350)
- Szawasp (ok. 360) [syn]
- Merudżan I (ok.380) [syn]
- Merudżan II (ok. 410) [bratanek]
- Nerszapuh (Mihrszapuh) Rmbosian (przed 449/51–po 475) [syn?]
- Izaak I (ok. 484–?) [syn?]
- Wasak (?–610/11) [syn]
- Waraz Szapuh (610?–643) [syn?]
- Wahan (ok. 700) [syn?]
- Izaak II (?–762) [syn]

Książęta Waspurakanu
- Hamazasp I (762–785) [bratanek]
- Gagik I (785–?) [syn]
- Hamza (Hamazasp II) (ok. 900) [syn]
- Aszot I Abulabas (836–852; usunięty) [syn]
- Gurgen (antyksiążę 855–857/58; książę Mardpetakanu) [kuzyn]
- Grzegorz Derenik (857/58–868; ustąpił) [syn Aszota I]
- Aszot I Abulabas (2. panowanie 868–874)
- Grzegorz Derenik (2. panowanie 874–886/87)
- Gagik Abumrawan (regent 886/87–ok. 888; antyksiążę ok. 888–896) [kuzyn]
- Sergiusz Aszot II (886/87–903) [syn Grzegorza Derenika]

Królowie Waspurakanu
- Chaczik Gagik II (903–908; król 908–943/44) [brat]
- Derenik Aszot III (943/44–958/59) [syn]
- Abusahl Hamazasp III (958/59–968/69) [brat]
- Aszot IV Izaak III Miłosierny (968/69–990/91) [syn]
- Gurgen Chaczik (990/91–1003/04) [brat]
- Senekerim Jan (1003/04–1021; abdykował, zmarł 1026/27) [brat]
- Bizancjum podbija Waspurakan 1021/22

### Książęta Moksene
Dynastia Bagratydów
- Symbat Wyznawca (?–855; książę Bagratuni jako Symbat VIII, książę Armenii 826–855; usunięty, zmarł 862/67) [syn Aszota IV Walecznego, księcia Armenii]
- Muszel (855–?) [syn]
- Grzegorz (książę? ok. 900) [syn]
- Zapranik (ok. 976) [wnuk]

Dynastia Artsrunich
- Hmajak (ok. 1080)

### Królowie Lori
Dynastia Bagratydów
- Gurgen (Cyriak, Korike) I (982–989) [syn Aszota III, króla Armenii]
- Dawid I Bez Ziemi (989–1046/68) [syn]
- Symbat (koregent 989–?) [brat]
- Cyriak II (koregent ok. 1046; król 1046/48–1189; wasal Seldżukidów 1064) [syn Dawida I]
- Okupacja Seldżukidów 1081–1089
- Dawid II (1089–ok. 1113; usunięty; tylko w Matsnaberd ok. 1113–1145) [syn]
- Abas I (koregent 1089–ok. 1113; usunięty; tylko w Tawusz ok. 1113–1145) [brat]
- Seldżukidzi podbijają Lori ok. 1113

Królowie Matsnaberdu (Taszir-Dżogaret)
- Dawid II (ok. 1113–1145; wcześniej król Lori)
- Cyriak III (ok. 1145–1185) [syn]
- Abas II (1185–1192) [syn]
- Alsartan I (1192–1232; abdykował, zmarł po 1232) [syn]
- Cyriak IV (1232–1236; usunięty, zmarł 1249?) [syn]
- Mongołowie podbijają Matsnaberd 1236
- Pahlavan (1258–1260) [syn]
- Tagiatin (1260)
- Alsartan II (ok. 1260–1280)
- Nieznani władcy (ok. 1280–1450)
- Armeńscy władcy z dynastii Melikian (ok. 1450–1801)

### KrólowieKarsu(Wanandu)
Dynastia Bagratydów
- Muszel (962–984) [syn Abasa, króla Armenii]
- Abas I (984–1029) [syn]
- Gagik Abas II (1029–1064; abdykował, zmarł 1080) [syn]
- Kars włączony do Bizancjum, potem podbity przez Seldżukidów 1064

### WładcyAni
Dynastia Banu Szaddad
- Abul-Aswar Szawir I ibn al-Fadl ibn Muhammad (1064–1067)
- Zależność od Seldżukidów 1064–1072
- Al-Fadl Manuczir (1067–1118) [syn]
- Abul-Aswar Szawir II (1118–1124) [syn]
- Panowanie gruzińskie 1124–1126
- Fadlun I (III) (1126–1130) [syn]
- Chuszczir (1131) [brat]
- Mahmud (ok. 1132–?) [brat]
- Fachr ad-Din Szaddad (przed 1154–155) [syn]
- Fadlun II (IV) (1155–1161) [brat]
- Panowanie gruzińskie 1161–1163
- Okupacja Ildigizida Atabega 1163–1164
- Szachanszah I (1164–1174) [brat]
- Panowanie gruzińskie 1174–1185
- Jan Orbelian (1174–1177)
- Zakare (1185–1198/99; usunięty)
- Kaj Sułtan (ok. 1198) [brat Szachan-Szacha I]
- Panowanie gruzińskie 1199–1201

Książęta Ani – dynastia Zakarydów
- Zakare (2. panowanie pod zwierzchnością gruzińską 1201–1216)
- Jan I (atabeg 1201–1231)
- Szachanszah II (1216–1261; wasal Mongołów od 1236) [syn Zakarego]
- Jan II (1261–ok. 1280) [syn]
- Zależność od Il-Chanów 1266–1335
- Szachanszah III (ok. 1280–1320) [syn]
- Wram (Wahram) (1320–ok. 1342) [brat]
- Ani podbite przez Czupanidów ok. 1342

## Lokalni muzułmańscy władcy w zachodniej Armenii

### Władcy Arzanu
Dynastia Banu Zurara
- Zurara (ok. 800–850)
- Musa (ok.. 850–870) [syn]
- Abu-Madżrai (ok. 870–890) [syn]
- Arzan podbity przez Amid 890

### Emirowie Manzikertu
Dynastia Banu Kajs (Abul-Warda)
- Abul-Ward (862/67–887)
- Abd al-Hamid (887–po 900) [syn]
- Abu Sawada (ok. 914) [syn]
- Abul-Aswad (po 930) [stryj]
- Abul-Muizz Ahmad ibn Abd ar-Rahman (po 940–949/52) [syn adoptowany; kuzyn]
- Abu Salim (949/52–964) [syn?]
- Panowanie Banu Hamdan 964–985
- Amid podbija Manzikert 985

### Władcy Amidu
Dynastia Banu Szajbani
- Isa ibn asz-Szajch ibn as-Salih asz-Szajbani (870–882/83; gubernator Palestyny 866–870)
- Ahmad (883–898) [syn]
- Muhammad (898–899; usunięty, zmarł ok. 900) [syn]
- Panowanie Kalifatu 899–901

Dynastia Banu Hamdan
- Abul-Chajdż Abd Allah ibn Hamdan (władca Amidu i Arzanu 901–929)
- Abul-Hasan Ali (Sajf ad-Daula) (929–967) [syn]
- Abut-Taglib Fadl Allah ibn Hasan (Uddat ad-Daula) (967–978)
- Panowanie Bujidów 978–983

Dynastia Banu Marwan (kurdyjska)
- Abu Abd Allah al-Husajn ibn Dustak al-Harbuha al-Bad (władca Amidu 982/93–990)
- Panowanie Majjafarikinu 990–997
- Abu Tahir Jusuf (997–1024; wasal Majjafarikinu)
- Panowanie Majjafarikinu 1024–1061
- Said ibn Ahmad ibn Marwan (1061–1063)
- Panowanie Majjafarikinu 1063–1092

Dynastia Inala
- Inal (ok. 1097–1100)
- Fachr ad-Din Ibrahim (ok. 1100–1109/10) [syn]
- Sad Daula Abu Mansur Ilaldi (1109/10–1141) [syn]

 Dynastia Nisani (de facto regenci i ministrowie)
- Muajad ad-din Abu Ali al-Hasan ibn Ahmad an-Nisani (ok. 1136–1156)
- Dżamal ad-Din Kamal ad-Din Abul-Kasim Ali (1156–1177/78) [syn]
- Baha ad-Din Masud (1177/78–1183) [syn]
- Panowanie Hisn Kajfa 1183–1241
- Panowanie Rumu 1241–1260
- Panowanie Tabrizu 1260–1352

Ak Kojunlu („spod znaku białego barana”)
- Kutlug Beg ibn Tur Ali (władca w Amidzie ok. 1352–?)
- Baha ad-Din Kara Juluk Usman ibn Fachr ad-Din (1378–1435)
- Ali (1435) [syn]
- Nur ad-Din Hamza (1435–1445/66) [brat]
- Uzun Hasan (1466–1478; władca Mardinu od 1453, w Tabriz 1469) [syn Alego]
- Chalil (1478) [syn]
- Jakub Beg (1478–1490) [brat]
- Abul-Fath Baj-Sunkur (1490–1492; usunięty, zmarł 1493) [syn]
- Mardin podbija Amid 1492

### Emirowie Achlatu
- Nagah (964–984)
- Panowanie Majjafarikinu 984–1071
- Panowanie Seldżukidów 1071–1112
- Panowanie Majjafarikinu 1112–1127

Dynastia Artukidów
- Ahmad (1127–1128) [syn Ibrahima, emira Majjafarikinu]
- Nasir ad-Din Sukman II ibn Ibrahim (1128–1185) [bratanek]
- Sajf ad-Din Bak Timur (1185–1193)
- Badr ad-Din Ak-Sunkur (1193–1197) [syn Sukmana II]
- Szuga ad-Din Kutlug (uzurpator 1197)
- Al-Malik al-Mansur Muhammad (1197–1206) ([syn Bak Timura]
- Izz ad-Din Balban (uzurpator 1206–1207)
- Majjafarrikin podbija Achlat 1207

### Emirowie Majjafarikinu (Martyropolisu)
Dynastia Banu Marwan (kurdyjska)
- Abu Abd Allah al-Husajn (983–990)
- Zjednoczenie z Mardinem 983–997
- Abu Ali al-Hasan ibn Marwan (990–997) [bratanek]
- Mumahhid ad-Daula Abu Mansur Said (997–1010) [brat]
- Abu Szudża Parwiz ibn Muhammad (uzurpator 1010–1011)

Nasr ad-Daula Abu Nasr Ahmad (1011–1061) [brat Abu Alego al-Hasana]
- Zjednoczenie z Mardinem 1024–1061
- Nizam ad-Din Abul-Kasim Nasr (1061–1079) [syn]
- Zjednoczenie z Mardinem 1063–1092
- Abu-Muzaffar Mansur (1079–1085/86) [syn]
- Panowanie Seldżukidów 1085–1092
- Nasir ad-Daula (1092–1093)
- Panowanie Seldżukidów 1093–1108

Dynastia Artukidów
- Muin ad-Din Sukman I al-Kutbi (emir Majjafarikinu z tytułem szacha Armenii 1108–1112; wcześniej emir Hisn Kajfy; zdobył Achlat 1112) [brat Jakutiego, emira Mardinu]
- Zahir ad-Din Ibrahim (1112–1127; wcześniej emir Hisn Kajfy) [syn]
- Nadżm ad-Din Il-Ghazi I (1122; emir Mardinu 1106/7–1122) [stryj]
- Szams ad-Daula Sulajman I (1122–1124) [syn]
- Husam ad-Din Timurtasz (1124–1152; emir Mardinu 1122–1252) [brat]
- Nadżm ad-Din Alpi (1152–1179) [syn]
- Kutb ad-Din Il-Ghazi II (1179–1184) [syn]
- Husam ad-Din Juluk Arslan (1184–1185; regencja 1184–1185) [syn]

Dynastia Ajjubidów
- An-Nasir Salah ad-Din Abul-Muzaffar Jusuf ibn Ajjub (Saladyn) (1185–1193; sułtan Egiptu i Syrii od 1175)
- Al-Muzaffar Taki ad-Din Abu Said Umar ibn Nur ad-Din Szachanszah (w zastępstwie 1185–1191) [bratanek]
- Al-Adil Sajf ad-Din Abu Bakr Ahmad (1195–1199/1200; sułtan Egiptu i Syrii 1200–1218) [brat]
- Al-Awhad Nadżm ad-Din Ajjub (1200–1210) [syn]
- Al-Aszraf Muzaffar ad-Din Abul-Fath Musa (1210–1220; usunięty, zmarł 1237) [syn Adila]
- Al-Muzaffar Szihabb ad-Din Ghazi (1220–1244) [brat]
- Al-Kamil Nasir ad-Din Muhammad (1244–1260) [syn]
- Mongołowie (Ilchanidzi) podbijają Majjafarikin 1260

### Władcy Bidlisu
- Muhammad ibn Dżuhajr (1084; seldżucki gubernator Majjafarikinu 1085–1089)
- Muhammad ibn Dilmacz (1084–?)

Tugan Arslan al-Ahdab ibn Husam ad-Daula (władca (szach) Bidlisu i Armenii ok. 1131–1137)
- Husam ad-Daula Karti (1137–1143/44) [syn]
- Okupacja Zankidów z Mosulu 1139–1180
- Szams ad-Din Jakut Arslan (1143/44–1145/46) [syn]
- Zija ad-Din Ajjub (1145/46–1148; były wezyr)
- Fachr ad-Din Daulat Szach ibn Tugan (1148–?)
- Nieznani władcy (?–1192)
- Panowanie Achlatu 1192–1207
- Panowanie Majjafarikinu 1207–1260
- Panowanie Il-Chanów 1260–1350

Dynastia Zija ad-Dina
- Hadżdżi Szaraf I ibn Zija ad-Din (emir Bidlisu ok. 1394–1403; usunięty)
- Szams ad-Din I (1403–?) [syn]
- Zależność od Kara Kojunlu 1406–1420
- Zależność od Timurydów 1420–1467
- N.N.(?) (?–1467)
- Okupacja Ak Kojunlu 1467–1495
- Ibrahim (w Achlat i Bidlisie ok. 1476)
- Muhammad (ok. 1495–1507) [syn]
- Amir Szaraf II (1507/14–1534)
- Zależność od Persji 1508–1514
- Zależność od Turków osmańskich 1514–1534
- Szams ad-Din (1534–1558) [syn]
- Zależność od Persji 1534–1578
- N.N.(?) (1558–1579)
- Szaraf ad-Din Chan al-Bidlisi (chan 1579–1596; usunięty)
- Zależność nominalna od Turków osmańskich 1586–1847
- Szams ad-Din III (1596–1601) [syn]
- Nieznani władcy (1601–1849)

### Emirowie Hisn Hajfy
Dynastia Artukidów
- Muin ad-Din Sukman I al-Kutbi (1101/2–1104/5; potem emir Majjafarikinu)
- Zahir ad-Din Ibrahim (1104/5–1108; potem emir Majjafarikinu) [syn]
- Rukn ad-Daula Daud (ok. 1108–1144) [brat]
- Fachr ad-Din Abul-Harit Kara Arslan (1144–1167) [syn]
- Nur ad-Din Muhammad (1167–1185/86) [syn]
- Al-Masud Kutb ad-Din Sukman II (1185/86–1200/1) [syn]
- As-Salih Nasir ad-Din Mahmud (1200/1–1222) [brat]
- Rukn ad-Din Maudud (1222–1232) [syn]
- Al-Masud (1232; usunięty) [syn]

Dynastia Ajjubidów
- As-Salih Nadżm ad-Din Ajjub (1232–1239; sułtan Egiptu i Syrii 1239–1249) [wnuk Adila, emira Majjafardinu, sułtana Egiptu i Syrii]
- Al-Muazzam Turanszach (1239–1249; sułtan Egiptu i Syrii 1249–1250) [syn]
- Al-Muwahhid Taki ad-Din Abd Allah (1249–1283) [syn]
- Mongołowie (Ilchanidzi) podbijają Hisn Hajfę 1260

- Al-Kamil Abu Bakr Muhammad I (1283–?) [syn]
- Al-Adil Mudżir ad-Din Muhammad II (?) [syn]
- Al-Adil Szihab ad-Din Ghazi (?) [syn]
- Al-Salih Abu Bakr (?–1378) [syn]
- Al-Adil Fachr ad-Din Sulajman I (1378–?) [brat]
- Al-Aszraf Szaraf ad-Din Ahmad I (?–1432/33) [syn]
- As-Salih Salah ad-Din Chalil I (1432/33–1452) [syn]
- Al-Kamil Ahmad II (1452–?) [syn]
- Al-Adil Chalaf ibn Muhammad (?–1462) [wnuk Ahmada I]
- Chalil II ibn Sulajman (1462–1517?) [wnuk Ahmada I]
- Sulajman II (1517–1525?) [syn]
- Al-Husajn (1525) [brat]
- Hisn Hajfa podbita przez Turków osmańskich 1525

### EmirowieMardinu
Dynastia Artukidów
- Jakuti ibn Artuk ibn Aksik al-Kutbi al-Amir (1101/2–1104/5)
- Ali (1104/5–1106/8) [brat]
- Nadżm ad-Din Il-Ghazi I (1106/7–1122) [brat]
- Husam ad-Din Timurtasz (1122–1152; w Majjafarikinie od 1124) [syn]
- Zjednoczenie z Majjafarikinem 1152–1184
- Husam ad-Din Juluk Arslan (1184–1200/1; utrata Majjafarikinu 1185) [prawnuk]
- Regencja 1184–1204
- Al-Mansur Nasir ad-Din Artuk Arslan (1200/1–1239/40) [brat]
- as-Said Nadżm ad-Din Ghazi I (1239/40–1260) [syn]
- Mongołowie (Ilchanidzi) podbijają Mardin 1259
- Al-Muzaffar Kara Arslan (1260–1292) [syn]
- Szams ad-din Daud I (1292–1294) [syn]
- Al-Mansur Nadżm ad-Din Ghazi II (1294–1312) [brat]
- Al-Adil Imad ad-Din Ali Alpi (1312) [syn]
- Szams ad-Din Salih I (1312–1364) [brat]
- Al-Mansur Ahmad (1364–1367/68) [syn]
- As-Salih Mahmud (1367/68) [syn]
- Al-Muzaffar Daud II (1368–1376/77) [stryj]
- Az-Zahir Madżd ad-Din Isa (1376/77–1394; usunięty) [syn]
- As-Salih II ibn Daud (1394–1397; usunięty)
- Isa (2. panowanie 1397–1407)
- As-Salih II (2. panowanie 1407–1408)

Ak Kojunlu („spod znaku białego barana”)
- Panowanie Amidu 1408–1445
- Muizz ad-Din Dżahangir (1445–1453) [syn Alego, władcy Amidu]
- Uzun Hasan (1453–1478; władca Amidu od 1466) [brat]
- Kasim (po 1478–1503; władca Amidu od 1492) [syn Dżahangira]
- Persja podbija Mardin 1503

### Emirowie Charputu
Dynastia Artukidów
- Nurad-Daula Balak ibn Bahram (1106/10–po 1123) [bratanek Sukmana I, emira Hisn Hajfy, Majjafarikinu]
- Panowanie Hisn Hajfy po 1123–1185
- Imad ad-Din Abu Bakr (1185/86–1203/4) [syn Kara Arslana, emira Hisn Hajfy]
- Nizam ad-Din Ibrahim (1203/4–?) [syn]
- Al-Chidr (przed 1234–1261/62) [syn]
- Zależność od Rumu od 1234
- Al-Muizz Nur ad-Din Artuk Szach (1261/62–?)

## Lokalni muzułmańscy władcy w centrum Armenii

### Chanowie Nachiczewanu
- Haidar Kuli Chan (ok. 1751)
- Kalb Ali Chan (ok. 1779)
- Karim Chan Kangarli (ok. 1810–1834)
- Rosja podbija Nachiczewan 1834

### ChanowieErywania
- Amir Dżuna Chan Kadżar (gubernator (beglarbeg) Erywania pod zwierzchnością perską 1604–1605/06; usunięty)
- Panowanie osmańskie 1605/06–1625
- Amir Dżuna Chan Kadżar (2. panowanie 1625–1628)
- Tahmasp Kuli Chan I (1628–1634) [syn]
- Muhammad Chan Kadżar Kowanlu Amir Kabir
- Okupacja osmańska 1634–1636
- Kalbali Chan (1636–1641)
- Ketuh Ahmad Chan (1641–1645)
- Chosrou Chan (ok. 1645–1650)
- Muhammad Chan I (ok. 1650–1655)
- Nadżaf Chan (ok. 1655–1660)
- Abbas Kuli Chan (ok. 1660–1665)
- Safi Kuli Chan I (ok. 1655–1670)
- Safi Kuli Chan II (ok. 1670–1675)
- Zaal Chan (ok. 1675–1680)
- Murtaza Kuli Chan (ok. 1680–1682)
- Muhammad Chan II (1682–1688)
- Farzali Chan (ok. 1688–1710)
- Amirgune Chan (ok. 1710–1724)
- Panowanie osmańskie 1724–1733
- Muhammad Kuli Chan (1735–1736)
- Pir Muhammad Chan (1736)
- Tahmasp Kuli Chan I (ok. 1736–1740)
- Mahmud Kuli Chan (ok. 1740–1745)
- Mahdi Chan Qasimlu (ok. 1745–1748)
- Husajn Ali Chan (1748–1752)
- Zależność od Gruzji ok. 1750–1798
- Chalil Chan (1752–1755)
- Hasan Ali Chan Kadżar (1755–1763)
- Husajn Ali Chan Kadżar (1762–1783) [brat]
- Gulam Ali Chan Kadżar (1783–1784) [syn]
- Muhammad Chan Kadżar (1784–1805) [brat]
- Mahdi Kuli Chan (1805–1806)
- Muhammad Chan III (1806–1807)
- Husajn Kuli Chan (1807–1827)
- Rosja podbija Erywań 1826

## Lokalni władcy wschodniej Armenii

### Książęta i królowie Siuniku
Dynastia Haikidów
- Antioch (Andok) I (książę Siuniku (Siunii) na wschodzie pod zwierzchnością armeńską ok. 314)
- Walinak (Waghinak) I (ok. 330/39) [syn]
- Antioch II (?–384/85) [brat]
- Babik I (384/85–404) [syn]
- Samus Gentuni (404/05)
- Walinak II (404/05–412/13) [brat? Babika I]
- Wasak I (412/13–451; wicekról Armenii 442–451) [syn Babika I]
- Waraz Walan (Wahan) (451–475/76) [zięć; syn? Walinaka II]
- Babik II (Babgen I) (575/76–490) [syn Wasaka I]
- Gedeon (antyksiążę 475/76–483) [syn Waraz Walana]
- Wram (antyksiążę 483–490) [syn]
- Interregnum 490–491
- Wasak II (491–502) [syn]
- Artaszir I (502–511) [syn]
- Interregnum 511–514
- Babgen II (514–524) [syn]
- Szapuh (uzurpator 524–535)
- Jan I (535–553) [syn Babgena II]
- Waghugh (553–554) [syn]
- Grzegorz I (554–564) [syn]
- Mihr Artaszir II (564–587) [syn]
- Interregnum 587–590
- Piran (590–591) [syn]
- Interregnum 591–593
- Sergiusz (593–595) [syn]
- Interregnum 595–598
- Izaak I (598–608) [syn]
- Interregnum 608–621
- Grzegorz II Nowirak (621–636/37) [syn]
- Hrahat ((636/37–652/53) [syn]
- Jan II (652/53–679/80) [syn]
- Kurd I (679/80–697/98) [syn]
- Babgen III (729/741) [syn?]
- Kurd II (ok. 770) [syn?]
- Wasak III (?–821) [syn?]
- Podział Siuniku na dwie części 821

Książęta Siuniku Wschodniego (Wajots-Dzor)
- Filip I (821–848) [syn]
- Babgen IV (848–851/52) [syn]
- Wasak IV Mały Książę (851/52–892/93) [brat]
- Grzegorz (antyksiążę ok. 853)
- Hrahat (antyksiążę 881)
- Aszot (książę Wajots-Dzor, Balk, Czahuk i Tsluk ok. 892/93–908) [brat Wasaka IV]
- Filip II (książę Haband i Sznher ok. 892/93–943) [syn Wasaka IV]
- Symbat I (909–940/49) [syn Aszota]
- Babgen V (książę Balk) [brat]
- Wasak V (książę Wajots-Dzor, Czahuk i części Tsluk 940/49–ok. 960) [syn Symbata I]
- Symbat II (książę Tsluk i Balk ok. 960–970; król Siuniku ok. 970–998) [bratanek Symbata I]

Książęta Siuniku Zachodniego (Gelarkuniku)
- Izaak II (821–831/32) [syn Wasaka III]
- Grzegorz Supan I (831/32–851) [syn]
- Wasak IV Gabur (851–859) [syn]
- Grzegorz Supan II (859–912/13) [syn]
- Izaak III (ok. 914–?) [brat]
- Wasak V (914–ok. 920) [brat]

Królowie Siuniku
- Symbat II (ok. 970–998; wcześniej książę Tsluk i Balk)
- Wasak VI (ok. 998–1019) [syn]
- Symbat III (ok. 1019–?) [wnuk? Grzegorza Suphana II]
- Grzegorz III (?–ok. 1072) [brat]

Dynastia Aranszahikidów
- Jan Senekerim (ok. 1072–1094) [syn adoptowany; brat żony Grzegorza III]
- Grzegorz IV (ok. 1094–1116) [syn]
- Symbat IV (116–1166) [brat]

Seldżucy podbijają Siunik 1166
Dynastia Haikidów – linia Chaczen
- Hasan Wielki (1166–1170; abdykował, zmarł po 1201) [zięć Grzegorza IV]

Książęta Siuniku – dynastia Orbelianich
- Elikum I (książę Czahuk i Erndżak w Siuniku przed 1175–ok. 1187) [syn księcia Liparita VI Orbeliani]
- Liparit I (ok. 1187–1202; książę Siuniku 1202–po 1225) [syn]
- Elikum II (po 1225–1249/50; książę Wajots-Dzor 1236–1249/50) [syn]
- Symbat I (1249/50–1273, nazywany „królem Siuniku”; książę Wajots-Dzor 1249/50–1273) [brat]
- Tarsajicz (1273–1290) [brat]
- Elikum III (1290–1300) [syn]
- Biurtel I (1300–1340) [syn]
- Beszken I (1340–po 1349) [syn]
- Biurtel II (po 1349–1407) [bratanek]
- Symbat II (1407–1421) [brat]
- Beszken II (1421–1437; usunięty, zmarł 1438) [syn]
- Timurydzi podbijają Siunik 1437

Władcy (melikowie) Siuniku
- Stolica Kapan

Władcy Taczew
- Melik Bagir (ok. 1690–1722)
- Dawid Beg (1722–1725)
- Mhitar Sparapet (1725–1727)
- Ajwaz Beg (1727–1730)

Dynastia Safrazian – władcy Sisakanu (Sisianu)
- Melik Safraz (ok. 1680–1710)

Dynastia Parsadanian – władcy Kapanu
- Parsadan I (ok. 1630–1650)
- Sarkis (ok. 1650–1670) [syn]
- Palasan (Pali) I (ok. 1670–1690) [syn]
- Parsadan II (ok. 1690–1724) [syn]
- Palasan II (ok. 1724–1750) [syn]
- Parsadan III (ok. 1750–1780) [syn]

### Książęta Chaczenu Północnego i Wajots-Dzor
Dynastia Chalbakidów
- Chalbak I (książę Chaczenu Północnego ok. 1120–1160)
- Chalbak II (ok. 1160–1200) [syn]
- Wasak Waleczny (ok. 1200–1224/25; książę Wajots Dzor od 1202) [syn]
- Prosz Hasan I (1224/25–1284) [syn]
- Panowanie książąt Siuniku w Wajots-Dzor 1236–1273?
- Hasan II (1284–1292) [syn]
- Papak (1292–1298/99) [syn]
- Eaczi (1298/99–1317; książę Wajots-Dzor ok. 1313) [syn]
- Hasan III (1317–1351; książę Wajots-Dzor ok. 1320–?) [syn]
- Arlut I (1351–1385) [bratanek]
- Arlut II (książę Czaczenu Północnego i Wajots-Dzor ok. 1417) [wnuk?]
- Dżum (ok. 1473/76) [syn?]
- Lalabek (tylko Chaczen Północny ok. 1480) [syn]
- Arlut III (ok. 1498) [syn]

### Władcy (melikowie) Gelarkuniku (Gegharkuniku)
Dynastia Szachnazarian
- Irits (?Mirza I) (ok. 1460–1490) [w 9. stopniu potomek? Hasana Wielkiego, księcia Chaczenu i króla Siuniku]
- Mirzadżan (II) Sprawiedliwy (ok. 1490–1520) [syn]
- Melikbek I (ok. 1520–1550) [syn]
- Balasan (ok. 1550–?) [syn]
- Melikbek II (?–1578) [wnuk brata Melikbeka I]
- Szachnazar I (1578–1608) [syn]
- Jawri Beg (ok. 1608–1625) [syn]
- Abow (ok. 1625–1630) [brat]
- Palasan (ok. 1630–1640)
- Melikbek III (ok. 1640–1670)
- Mirza (III) II (ok. 1670–1710)
- Sarkis (ok. 1710–1730) [syn]
- Manuczar (ok. 1730–1760) [syn]

## Lokalni władcy Artsachu (Karabachu)

### Władcy Chaczenu
Dynastia Haikidów
- Atrnerseh I (ksiażę Chaczenu ?–853; także książę Gardmanu i Albanii) [syn Izaaka II, księcia Siuniku Zachodniego]
- Grzegorz I Naren (po 855–881; książę Gardmanu i Albanii) [syn]
- Abulis (881–898; książę Gardmanu i Albanii) [syn]
- Atrnerseh II (898–910; książę Gardmanu i Albanii) [brat]
- Izaak Sewada I (910–po 922; książę Gardmanu i Albanii; usunięty) [brat]
- Senekerim I (ok. 955; książę Albanii) [syn]
- Sewada II Książę (ok. 980; książę Albanii) [syn]
- Jan Senekerim II (ok. 980/1000; król Albanii) [syn]
- Grzegorz II (ok. 1000–1003/4; król Albanii) [brat]
- Grzegorz III (książę? ok. 1080) [bratanek]
- Wachtang I Sakar (ok. 1120–1142) [syn]
- Hasan I Wielki (1142–1182; król Siuniku 1166–1170; abdykował, zmarł po 1201) [syn]
- Wachtang II Tangiz (Tonkik) (1182-po 1214) [syn]
- Dżalal ad-Daula Hasan II (po 1214–1261; „król Artsachu i Balku”) [syn]
- Jan Atabek I (1261–1289/90) [syn]
- Dżalal I (1289/90–ok. 1311) [syn]
- Atabek II (książę? ok. 1350) [syn]
- Dżalal II (książę? ok. 1417) [syn]
- Albast (książę? ok. 1443) [syn]
- Sajton (Ajtun) (książę? ok. 1457) [syn]

Władcy (melikowie) Chaczenu – dynastia Hasan-Dżalalian
- Hatir (po 1457–1467) [syn]
- Welidżan I (po 1467–1491) [brat]
- Mechrab (władca? ok. 1520) [syn Hatira]
- Dżalal III (ok. 1550) [syn]
- Welidżan II (ok. 1590) [syn]
- Baltazar (ok. 1630) [syn]
- Welidżan III (?–1686) [syn]
- Mulki (1686–1716) [brat]
- Grzegorz IV (1716–1747) [syn]
- Allawerdi I (1747–1755) [brat]
- Mirzabek (1755–1775)
- Allawerdi II (1775–1813) [prawnuk Allawerdiego I]
- Rosja podbija Chaczen 1813

### Władcy Dizaku
- Zjednoczenie z Warandą po 1261–1606
- Okupacja dynastii szachnazariańskiej 1606–1716

Dynastia Awanidów
- Bachtam I (tylko tytularny władca (melik) ok. 1640) [syn Awana II, władcy Warandy i Dizaku]
- Awan III (Egan II) (1716–1744; „chan Sagnachu (Sinachu)” 1734) [syn]
- Aram (1744–1747) [syn]
- Jesai (1747–1781) [brat]
- Bachtam II (1781–ok. 1799) [syn Arama]
- Abas II (1799–1828)
- Dizak podbity przez Rosję 1828

### Władcy Warandy
Książęta Warandy i Dizaku – dynastia Awanidów
- Wachtang (po 1261–?; także książę Lori-Somcheti) [wnuk Hasana Wielkiego, księcia Chaczenu i króla Siuniku]
- Awan (Egan) I (ok. 1280) [syn]
- Gabriel (ok. 1310) [syn]
- Abas I (ok. 1346) [syn]
- Iszchan (ok. 1380) [syn]
- Barchutar (?–ok. 1411) [syn]
- Dżalal (po 1438-?) [syn]
- Chumar (Kamar, Karchmaz) (?–1478; książę Somheti 1478–?) [syn]
- Welidżan (ok. 1478–1500) [syn]

Władcy (melikowie) Warandy i Dizaku
- Pap (ok. 1500–1530) [w 7. stopniu potomek Awana I]
- Alam (Elam) (ok. 1530–1566) [syn]
- Paszik (ok. 1566–1580) [syn]
- Sudżum (ok. 1580–1600) [syn]
- Awan II (ok. 1600–1606) [syn]
- Podział na Warandę I Dizak 1606

Dynastia Szachnazarian
- Mirza (III) II (1606–ok. 1630) [syn Melibeka II, władcy Gelarkuniku]
- Balin (ok.1630–1644) [syn]
- Szachnazar II (1644–1682) [syn]
- Husajn I (1682–1736) [syn]
- Mirza (IV) III (1736–ok. 1747) [syn]
- Józef Husajn II (ok. 1747–1750) [brat]
- Szachnazar III (ok. 1750–1791) [brat]
- Husajn III (1791–1805) [syn]
- Dżamszid (1805–?) [brat]
- Dżahanbachsz (po 1805–przed 1822) [brat]
- Chudad (1822–1828) [wnuk? Dżamszida]
- Waranda podbita przez Rosję 1828

### Władcy Gulistanu
Dynastia Beglaridów
- Abow I Czarny (władca (melik) Gulistanu na terenie ok. 1605–1632) [w 13. stopniu potomek Hasana Wielkiego, księcia Chaczenu i króla Siuniku]
- Beglar (1632–ok. 1650) [syn]
- Abow II Kulawy (ok. 1650–1728) [syn]
- Józef I (1728–1775) [syn]
- Beglar Józef (1775–1776) [syn]
- Abow III (1776–1808) [brat]
- Pridon (1808–po 1808) [syn Beglara Józefa]
- Minas (po 1808) [syn Abowa III]
- Józef II (po 1808–1826) [syn Pridona]
- Rosja podbija Gulistan 1828

### ChanowieKarabachu
Władcy Szuszy
- Muhammad (władca Szuszy ok. 1150–1155)
- Al-Muzaffar (ok. 1155–1160)
- Bajbars (ok. 1160–1190)
- Abd al-Malik (ok. 1190–1193?)
- Okupacja gruzińska 1193/94
- Prowincja perska 1551–1588
- Panowanie osmańskie 1588–1606

Chanowie Karabachu
- Muhammad Chan ibn Chalil Chan Zijad-oglu (chan Karabachu pod zwierzchnością perską 1606–po 1610)
- Murszid Kuli Chan (po 1610–1620) [syn]
- Muhammad Kuli Chan (po 1620–1626; usunięty) [brat]
- Daud Chan ibn Allahwardi Chan (1626–ok. 1642; perski gubernator (beglarbeg) Karabachu od 1639)
- Muhammad Kuli Chan (2. panowanie ok. 1642–1650)
- Murtaza Kuli Chan Zijad-oglu Kadżar (ok. 1650)
- Ugurlu Chan I (ok. 1663)
- Nieznani chanowie (1680–1722)
- Haczi Dawud Beg (tylko osmański gubernator (beglarbeg) 1722–1728)
- Mahithar (tylko osmański gubernator 1728–1730)
- Ugurlu Chan II Zijad-oglu (1730–1738)
- Hadżdżi Chan Czemskeseka (ok. 1743–1747)
- Panah Chan Ali Beg Dżiwanszir (1747–1761)
- Ibrahim Chalil Chan (1759/61–1797/1806) [syn]
- Muhammad Beg Dżiwanszir (1797) [bratanek]
- Mahdi Kuli Chan, son (1806–1822/27; abdykował formalnie 1827, zmarł 1845) [syn Ibrahima Chalila]
- Karabach podbity przez Rosję 1822/26

### Władcy (melikowie) Dżraberdu
Dynastia Israelian
- Jesai (1687–ok. 1725) [syn Izraela, władcy Zangezuru]
- Aghakuli Sułtan (ok. 1725–1755) [syn]
- Adam I (1761–1780/81) [syn]
- Medżlum (1780/81–1796) [syn]
- Allawerdi I (1796–?) [brat?]
- Adam II (tylko tytularny) [syn Medżluma]
- Rustam (ok. 1800) [syn Allawerdiego I]
- Rowszan (po 1800) [bratanek]
- Allawerdi II (po 1800–przed 1812) [syn]

Dynastia Atabekian
- Wani (1812–1854)
- Dżraberd podbity przez Rosję 1854